# Willy Martens
Willem (Willy) Martens (Semarang, 1 december 1856 - Den Haag, 24 januari 1927) was een Nederlands kunstschilder, tekenaar en lithograaf. Hij was vanaf 1911 onder-directeur en van 1915 tot 1924 directeur van het Rijksmuseum H.W. Mesdag in Den Haag. 

## Leven en werk
Na zijn opleiding aan de Handelsschool volgde Martens zijn kunstpleiding aan de Rijksakademie van Beeldende Kunsten (Amsterdam) van 1876 tot 1880 waar hij les kreeg van August Allebé en Barend Wijnveld, en aan de Académie Cormon in Parijs (in 1881) waar hij les kreeg van Fernand Cormon. Hij heeft ook les gehad op het atelier van Léon Bonnat. 
Hij woonde en werkte onder andere in Nanterre, Parijs, Amsterdam, Den Haag, Nunspeet, Scheveningen en Ermelo.  Hij was voorzitter bij Pulchri Studio (Den Haag) en lid bij Arti et Amicitiae in Amsterdam. 

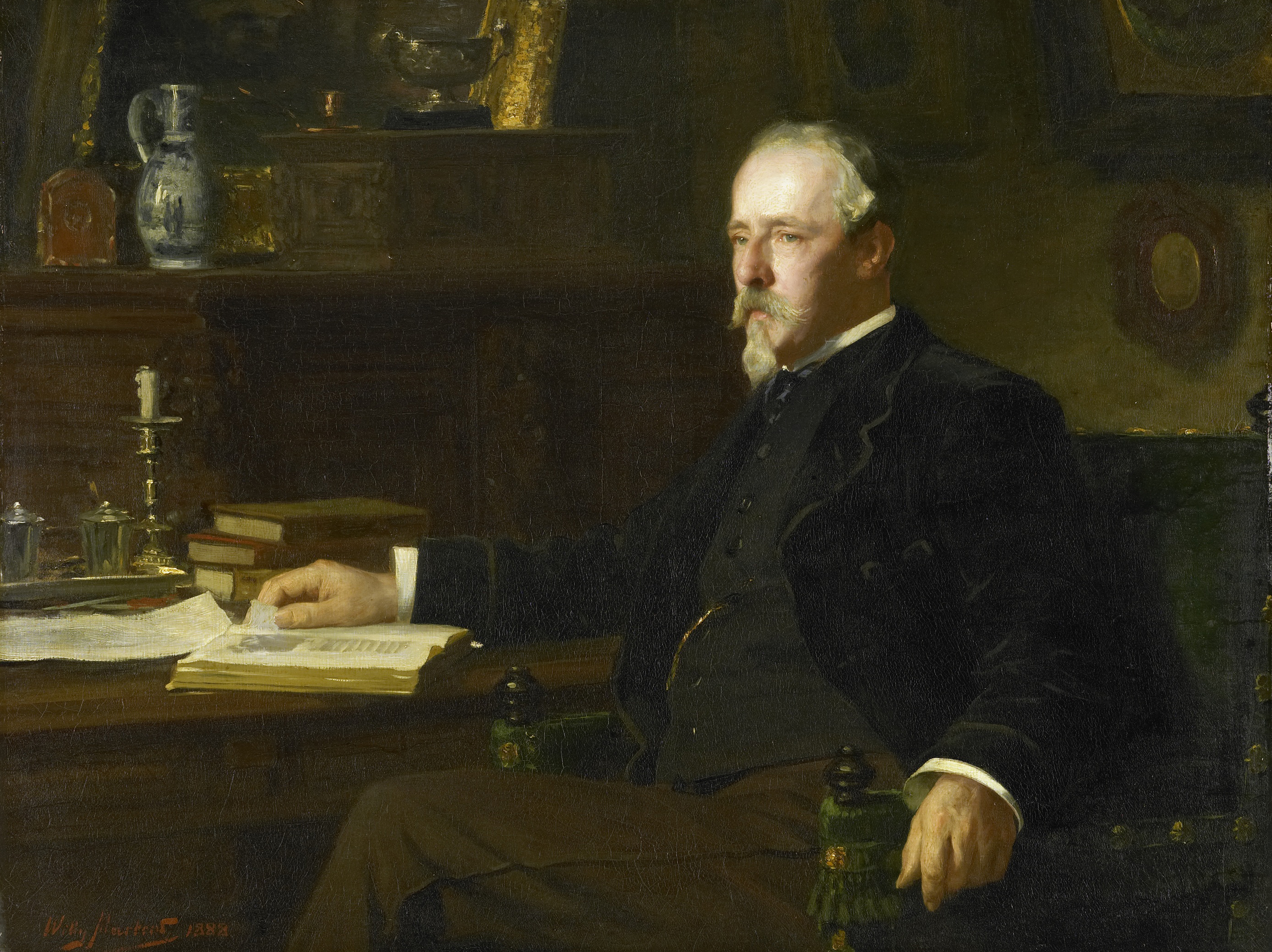
Portret van Daniël Franken
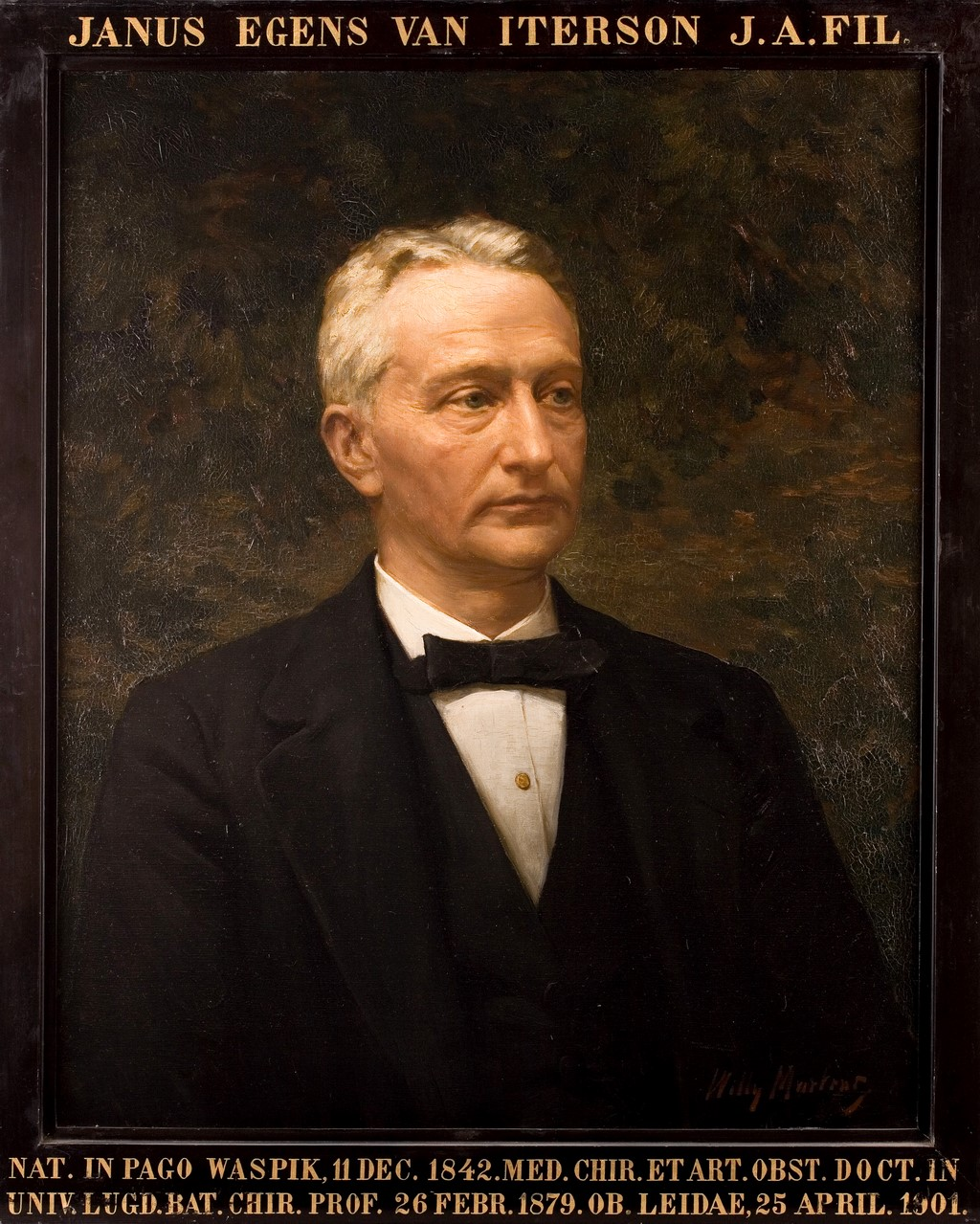
Portret van Jan Egens van Iterson
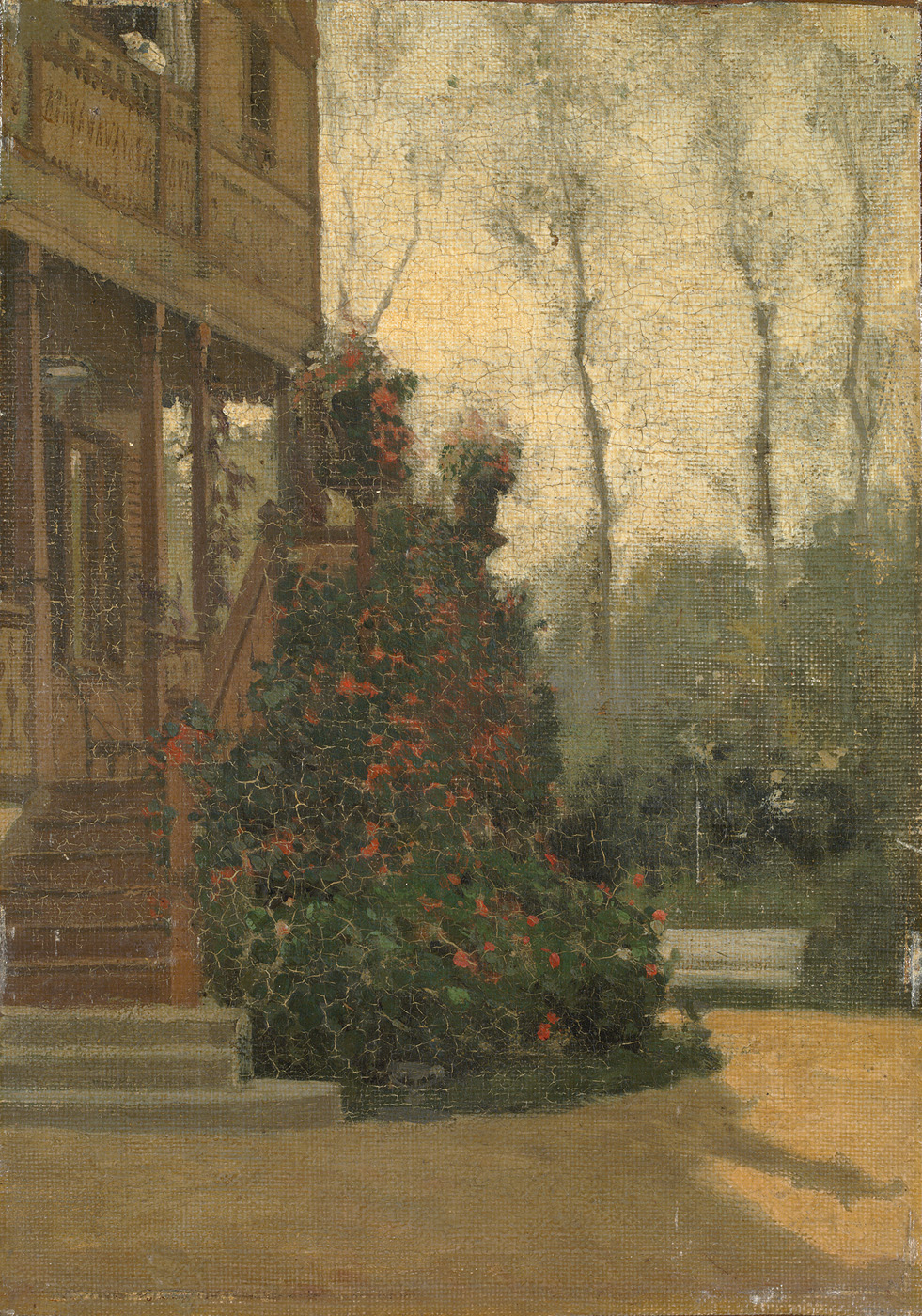
Tuintafereel
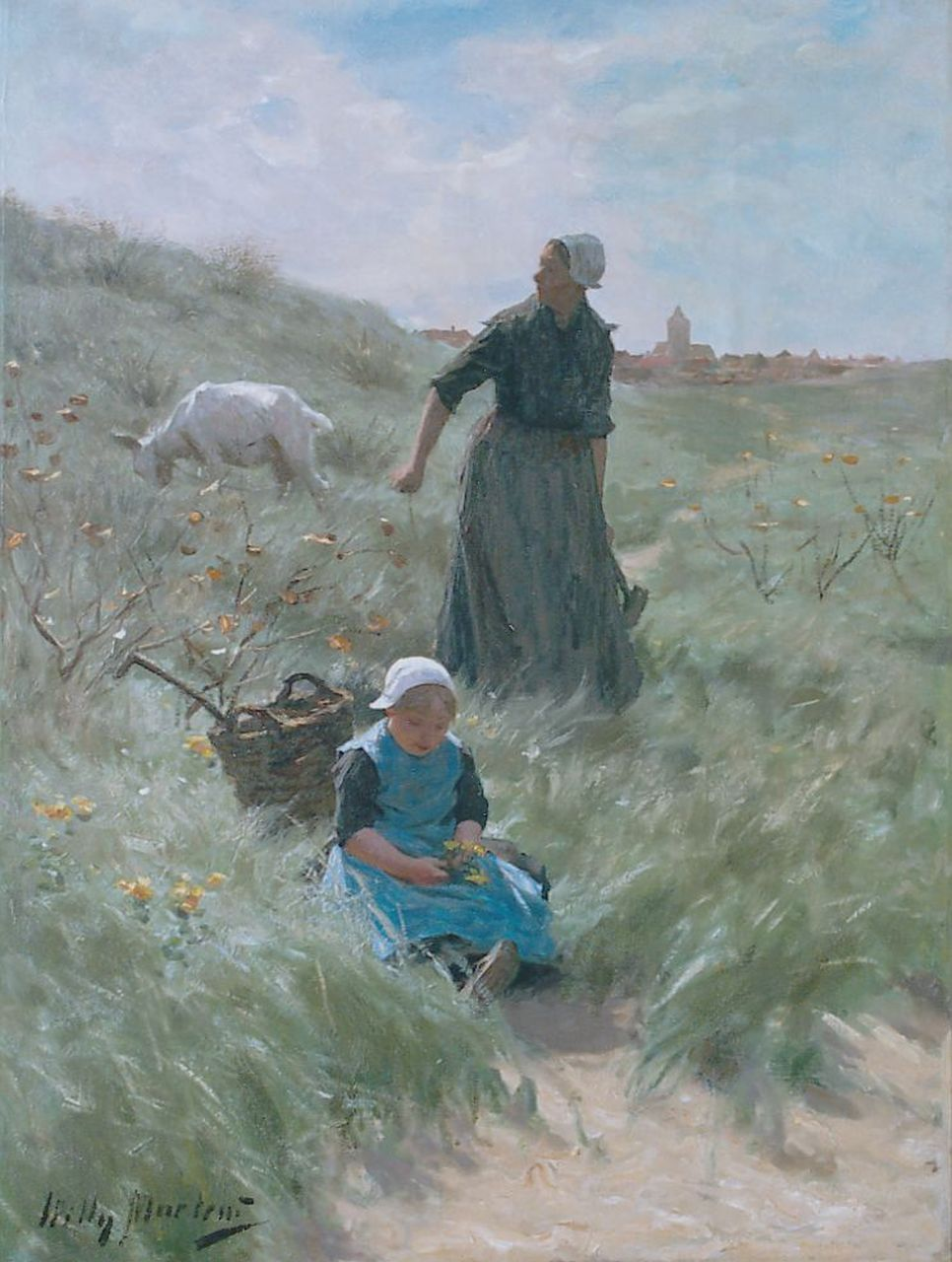
Een zonnige dag in de duinen

- Biografisch Portaal: 88713325
- Digitale Bibliotheek voor de Nederlandse Letteren: mart045
- Gemeinsame Normdatei: 1038079926
- International Standard Name Identifier: 0000 0000 6974 1094
- Nederlandse Thesaurus van Auteursnamen: 069925526
- RKD-Nederlands Instituut voor Kunstgeschiedenis: 52897
- Union List of Artist Names: 500032196
- Virtual International Authority File: 95879914
- WorldCat: E39PBJqFMfRBQxYDd7w9jYXcfq